# 莫希怪物：电影
《莫希怪物：电影》（英語：Moshi Monsters: The Movie）是一部英国动画冒险喜剧电影，故事基于以莫希怪物为主的虚拟世界。

## 剧情
探险家巴斯特与他的搜索队一起获得一个叫做"Moshling"的鸡蛋。巴斯特意外打破了它。与此同时Snoodle先生在家里开始谈论Roary主演的电影。此后三人共同进城迎接他。 根据地图上所示，他们很可能来到一个奇怪的地方，且这个地方通过下水道。菲菲和Snoodle先生进入餐馆。 Roary他们努力是向前进，但是始终没有终点。Roary说：“他希望他们都在他的电影里，这个举动激怒早已成名明星胜间，但新闻报道缺少Roary的相关绯闻，所以胜间拿他没办法......

## 配音员
- Emma Tate as Katsuma, Luvli
- Phillipa Alexander as Poppet
- Ashley Slater as Dr. Strangeglove and Zommer
- Boris Hiestand as Fishlips and Newsreader
- Tom Clarke Hill as Furi and Roary
- Keith Wickham as Buster Bumblechops and Diavlo
- Rajesh David as Bobbi SingSong
- Steve Cleverley as Sweet Tooth

## 评价
电影评论家对这部影片《莫希怪物》的评论褒贬不一。认为这部电影有67％的还算不错，平均得分为5.1/10。卫报的彼得·布拉德肖称，“网络游戏莫希怪物的影迷们可能很快就会发现，这部电影有一个让人令人难以置信漏洞。”英国评论家马克·克默德给了这部影片评价1星，相信它招待非常年幼的儿童的喜爱，但前提是“离开大人无聊，恍恍惚惚的，反抗和震惊”的前提下。尽管批评者不同的态度，该片一致获得观众的好评和赞赏，赢得了3.2的赞赏声。

## DVD发行
2014年4月14日，《莫希怪物》影片在英国正式发布了DVD。它配备了杰克逊Snoodle码多功能在线应用。